# Alan Parsons
Alan Parsons (ur. 20 grudnia 1948 w Londynie) – brytyjski inżynier dźwięku, muzyk i producent muzyczny. Przyczynił się do powstania albumów takich jak Abbey Road Beatlesów i The Dark Side of the Moon zespołu Pink Floyd. Duże sukcesy odniósł również jego własny zespół – The Alan Parsons Project.

## Kariera

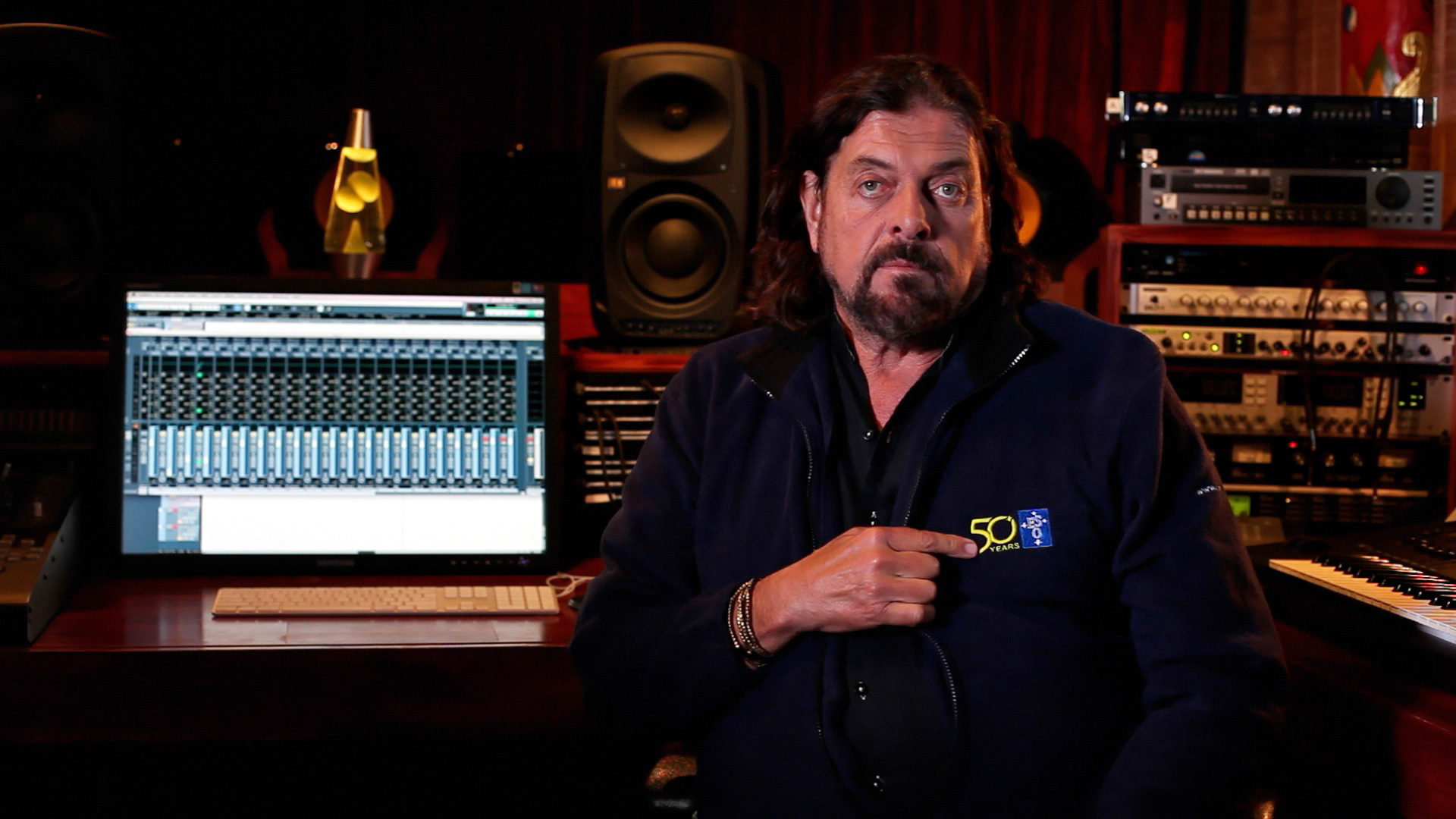
Alan Parsons 2012

W październiku 1967, w wieku 18 lat, Parsons zaczął pracować jako inżynier dźwięku w Abbey Road Studios, czego rezultatem było pojawienie się jego nazwiska wśród twórców albumu Abbey Road. Stał się ważnym pracownikiem studia – pracował nad tworzeniem takich albumów jak Wild Life i Red Rose Speedway Paula McCartneya, pięciu albumów zespołu The Hollies oraz The Dark Side of the Moon zespołu Pink Floyd, za który dostał swą pierwszą nominację do Nagrody Grammy.
Parsons znany był z tego, że jego praca wykraczała poza zwyczajowe obowiązki inżyniera dźwięku. Uważał się raczej za reżysera nagrań i porównywał swą pracę do pracy Stanleya Kubricka w kinematografii. Podczas pracy nad The Dark Side of the Moon tak ustawiał swoją zmianę, aby móc w całości poświęcić się temu projektowi.
W 1975 r., wraz z producentem i autorem piosenek Erikiem Woolfsonem, założył zespół The Alan Parsons Project. Skład muzyków studyjnych i wokalistów był zmienny, np. z zespołu Pilot i (na pierwszej płycie) członków zespołu Ambrosia. Rzadko występowali na żywo. Wydali 10 albumów i kilka wideoklipów. Zespół rozpadł się w 1987 r., a Parsons zaczął nagrywać płyty jedynie pod własnym nazwiskiem, z innymi muzykami.
Parsons jest wokalistą (jednak bardzo rzadko śpiewał na swoich albumach), klawiszowcem (jego najczęstszy instrument), basistą, gitarzystą i flecistą (rzadko). Ze wszystkich jego współpracowników, najdłużej utrzymał się Ian Bairnson – który zagrał również na albumach sygnowanych już tylko nazwiskiem Parsonsa, takich jak  Try Anything Once, On Air, czy The Time Machine.
Parsons otrzymał jedenaście nominacji do nagród Grammy za inżynierię dźwięku i produkcję. W roku 2007 otrzymał nominację dla Najlepszego Albumu w Systemie Surround Sound za swój ostatni album A Valid Path. W tym samym roku zaczął trasę koncertową pod zmienioną nazwą – The Alan Parsons Live Project (za pozwoleniem Woolfsona), na którym prezentuje materiał z A Valid Path.
Parsons mieszka w Santa Barbara w Kalifornii.

## Dyskografia
| Data                       | Tytuł                                                              | Wytwórnia           | Lista | Kraj  | Numer katalogowy |
| -------------------------- | ------------------------------------------------------------------ | ------------------- | ----- | ----- | ---------------- |
| Z The Alan Parsons Project |                                                                    |                     |       |       |                  |
| maj 1976                   | Tales of Mystery and Imagination                                   | Mercury             | 38    | US    |                  |
| czerwiec 1977              | I Robot                                                            | Arista              | 9     | US    |                  |
| czerwiec 1978              | Pyramid                                                            | Arista              | 26    | US    |                  |
| sierpień 1979              | Eve                                                                | Arista              | 13    | US    |                  |
| październik 1980           | The Turn of a Friendly Card                                        | Arista              | 13    | US    |                  |
| czerwiec 1982              | Eye in the Sky                                                     | Arista              | 7     | US    |                  |
| 1983                       | The Best of the Alan Parsons Project                               | Arista              | 53    | US    |                  |
| luty 1984                  | Ammonia Avenue                                                     | Arista              | 15    | US    |                  |
| marzec1985                 | Vulture Culture                                                    | Arista              | 46    | US    |                  |
| listopad 1985              | Stereotomy                                                         | Arista              | 43    | US    |                  |
| styczeń 1987               | Gaudi                                                              | Arista              | 57    | US    |                  |
| 1988                       | The Best of the Alan Parsons Project, Vol. 2                       | Arista              | –     | –     |                  |
| 1988                       | The Instrumental Works                                             | Arista              | –     | –     |                  |
| 1990                       | Freudiana                                                          | EMI                 | –     | –     |                  |
| 9 października 1989        | Pop Classics                                                       | Arista              | –     | –     |                  |
| 27 czerwca 1995            | The Very Best Live                                                 |                     | –     | –     |                  |
| 1 lipca 1997               | Apollo                                                             |                     | –     | –     |                  |
| 15 lipca 1997              | The Definitive Collection                                          |                     | –     | –     |                  |
| 15 kwietnia 1999           | Sound Check 2                                                      |                     | –     | –     |                  |
| 27 lipca 1999              | Master Hits – The Alan Parsons Project                             |                     | –     | –     |                  |
| 2 sierpnia 1999            | Alan Parsons Project – Greatest Hits Live                          |                     | –     | –     |                  |
| 3 sierpnia 1999            | Eye in the Sky                                                     |                     | –     | –     |                  |
| 3 sierpnia 1999            | Eye in the Sky – Encore Collection                                 |                     | –     | –     |                  |
| 9 maja 2000                | Alan Parsons Project – Gold Collection                             | BMG International   | –     | –     |                  |
| 22 sierpnia 2002           | Works                                                              | Audiophile Legends  | –     | –     |                  |
| 23 marca 2004              | Ultimate                                                           |                     | –     | –     |                  |
| 1 czerwca 2004             | Extended Versions: The iEncore Collection Live                     |                     | –     | –     |                  |
| 2006                       | Days Are Numbers (3 CD Compilation)                                | Arista              | –     | –     | 88697016972      |
| Jako inżynier dźwięku      |                                                                    |                     |       |       |                  |
| 1969                       | Abbey Road (The Beatles)                                           |                     | 1     | UK US |                  |
| 1970                       | Atom Heart Mother (Pink Floyd)                                     |                     | 1 55  | UK US |                  |
| 1973                       | The Dark Side of the Moon (Pink Floyd)                             |                     | 2 1   | UK US |                  |
| 1974                       | Hollies (The Hollies)                                              |                     | 28    | US    |                  |
| 1975                       | Another Night (The Hollies)                                        |                     | 132   | US    |                  |
| 1975                       | Ambrosia (Ambrosia)                                                |                     | –     | –     |                  |
| 1976                       | Year of the Cat (Al Stewart)                                       |                     | 5     | US    |                  |
| 2013                       | The Raven That Refused To Sing (and other stories) (Steven Wilson) |                     | –     | –     |                  |
| Jako producent             |                                                                    |                     |       |       |                  |
| 1975                       | The Best Years of Our Lives (Steve Harley & Cockney Rebel)         |                     | –     | –     |                  |
| 1976                       | Rebel (John Miles)                                                 |                     | 171   | US    |                  |
| 1976                       | Year of the Cat (Al Stewart)                                       |                     | 5     | US    |                  |
| 1976                       | Somewhere I've Never Travelled (Ambrosia)                          |                     | –     | –     |                  |
| 1978                       | Time Passages (Al Stewart)                                         |                     | 10    | US    |                  |
| marzec 1984                | Keats                                                              | EMI                 |       |       |                  |
| Solowo                     |                                                                    |                     |       |       |                  |
| 6 października 1993        | Try Anything Once                                                  | Arista              | –     | –     |                  |
| 25 lipca 1997              | On Air                                                             | A&M / Digital Sound | –     | –     |                  |
| 28 września 1999           | Time Machine                                                       | Miramar             | –     | –     |                  |
| 24 sierpnia 2004           | A Valid Path                                                       | Artemis             | –     | –     |                  |
| 26 kwietnia 2019           | The Secret                                                         | Frontiers Records   | –     | –     |                  |
| 15 czerwca 2022            | From the New World                                                 | Frontiers Records   | –     | –     |                  |

### Billboard Top 40– lista przebojów (single) (USA)
Najwyżej notowane miejsca:
37 – „(The System Of) Doctor Tarr And Professor Fether” (1976)
36 – „I Wouldn’t Want to Be Like You” (1977)
27 – „Damned if I Do” (1979)
16 – „Games People Play” (1980)
15 – „Time” (1981)
3 – „Eye in the Sky” (1982)
15 – „Don’t Answer Me” (1984)
34 – „Prime Time” (1984)

## Odznaczenia
- Oficer Orderu Imperium Brytyjskiego[3]